# イスラーム百科事典

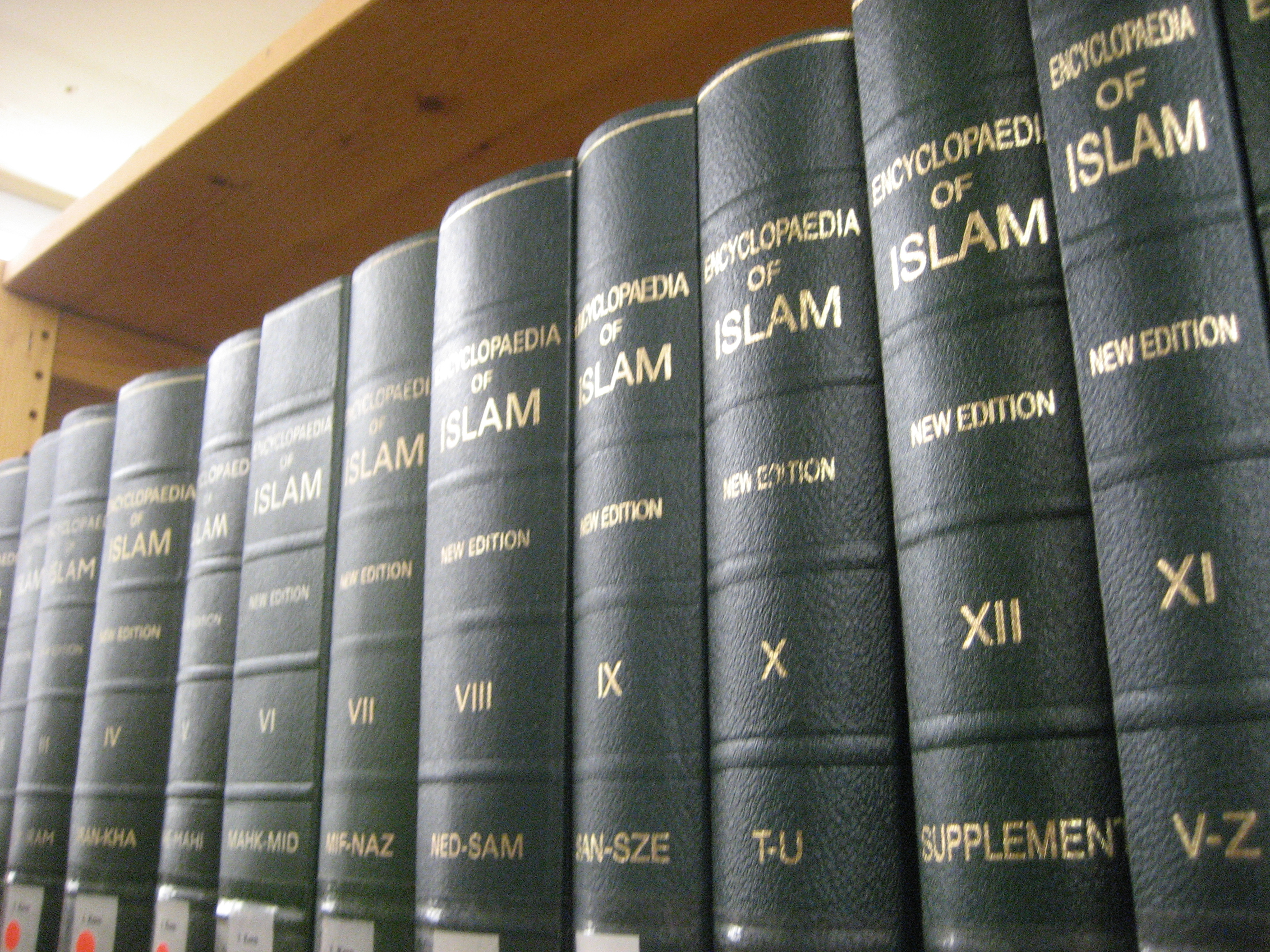
書架に並ぶ新版『イスラーム百科事典』（第2版; EI2）の背表紙

『イスラーム百科事典』（イスラームひゃっかじてん、羅: Encyclopædia Islamica; 英: The Encyclopædia of Islām; 仏: Encyclopédie de l'Islam; 独: Enzyklopädie des Islām）はヨーロッパ人東洋学者を中心に編纂されたイスラーム文明の地理・人々・歴史・宗教・文化などの包括的な近代的百科事典である。宗教としてのイスラームのみならず文明としてのイスラームも合わせて詳細な記述を提供する。イスラーム・中東研究にかかせない信頼性ある参考図書である:ix。
旧版 E.I.1（編纂 1913年–1938年）と、新版 E.I.2（編纂 1954年–2004年）があり、両版とも、ややアラブ・スンナ派中心的であるという欠点がある。欠点を補完したトルコ語版やイラン百科事典などが生み出されている。また2007年より第3版（Encyclopaedia of Islam Three）の刊行が始まった。

## 事典編纂の構想
『イスラーム百科事典』編纂の話が持ち上がったのは第9回国際東洋学者会議（1892年、ロンドン大会）の席上である:5-6。イギリスの東洋学者ウィリアム・ロバートソン・スミスが「ムスリム諸国の歴史、地理、宗教、科学、芸術を執筆対象とするイスラームの百科事典」の編纂を提案したところ、参加者の賛同を得、12人の委員からなる準備委員会が成立した:5-6。事典編纂という点ではスミスのアイデアは完全に独創的な試みというわけではなく、デルブロの Bibliothèque Orientale（『東洋叢書』、1697年）をはじめ、当時のヨーロッパには、すでに、オリエントの人物や事物を網羅的に記述した事典の先行例が存在した。しかしながら、19世紀末ごろのヨーロッパにおけるイスラームに関連する人物や事物への興味・関心の高まりに応えられるものではなくなっていた。
ところが、スミスは1894年に病没してしまった。第10回東洋学者会議（1894年、ジュネーヴ大会）では、編纂計画にまったく進展がないことが明らかになり、ハンガリーの東洋学者イグナーツ・ゴルトツィーエルがやむなく委員長を引き継ぐことになった。スミスは編纂した事典をケンブリッジで印刷・製本する構想を抱いていたかもしれないのであるが、亡くなった後になっては不明である:4-5。ゴルトツィーエルはプロジェクトを率いていくことが難しいと考え、オランダの東洋学者、ライデン大学のミハエル・ヤン・デフーイェを頼った:4-5。
第11回東洋学者会議（1897年、パリ大会）では、事典をライデンで印刷することが決まり、これを受けてゴルトツィーエルは委員長を自ら辞任して、以前から彼が委員長に推挙していたデフーイェに引き継がせた。編集者は印刷が実行される国（オランダ）の居住者であるほうが好ましいというのが辞任の理由のひとつである。ゴルトツィーエルは、出版社ブリルと出版人ヘルツゾーンの技術的な協力のもとで、この時点でライデンに集まっていた原稿に基づいて小冊子（ドイツ語）を作成し、第11回東洋学者会議で新しくメンバーが準備委員会の委員に配り、好評を得た。
新しい準備委員会の委員長デフーイェは、編集の実務にあたる編集長に、マルティン・テオドール・ハウツマを指名する。ハウツマはこの事典編纂プロジェクトがうまくいくはずがないと思っていた。デフーイェは、ハウツマが、このプロジェクトを実現困難にしているものが何かをよく理解してるからこそ、指名した。

## 旧版
1870年代頃からヨーロッパあるいはエジプトなどの現地でイスラームに関係する近代的体裁の事典の出版が始まっていたが、それらは質・量ともに必ずしも満足できるものではなかった。そこで1890年代に包括的な百科事典の編纂の構想がはじまり、1892年のロンドンにおける第9回国際東洋学者会議の席上、W・ロバートソン・スミスの提唱で編纂委員会が設置されることとなった。1901年ころから、ミハエル・ヤン・デフーイェを委員長に、マルティン・テオドール・ハウツマを編集長として作業が逐次開始された(van Donzel 1995, p. 908)。
提案から出版に至るまで種々の問題や財政難に見舞われたこともあったが、旧版はヨーロッパにおける東洋学が頂点に達した1913年にライデンのブリル学術出版から刊行が始まっている。H・A・R・ギブ、E・レヴィ＝プロヴァンサルらの碩学が編纂にあたった。各項目では可能な限り参考文献が呈示されレファレンスブックとしても有用な編集となっており、大項目となる項では、ほぼ研究論文なみの品質を持つ。英語、フランス語、ドイツ語版があり、英語版は4巻および補遺からなり、総計約5,000ページ、見出し語約9,000語に及び(Daniel 1998, p. 432)、イスラームに関する専門事典として確固たる地位を占めた。その後も新版の刊行が半世紀の長きにわたったため、新版の発刊が1990年代となったアルファベット後半部などは約50年間、参照され続けた。
一方で英語、ドイツ語、フランス語版に異同や質の差が生じるという問題も生じていた。最終的にドイツ語版の索引が刊行されたのは1941年であったが、このころには研究の劇的な深化、西アジア情勢の変化などがあり、すでに全体に古めかしい感はぬぐえないものとなっていた。また完全にヨーロッパで編集され、現地での研究などに目が行き届いていないことやオリエンタリズム的偏りも少なくなかった(Humphreys 1991, pp. 4–5)。
旧版には派生版がいくつかあり、宗教・法学などを中心に再編集・軽量化し2005年までに4刷を重ねる Shorter Encyclopaedia of Islam が1954年に刊行されている。また重要なものに第1版では著しく分量を欠いたテュルク/トルコ関連の記事を独自に編集して大量に追加、イスタンブール大学を中心に編纂されたトルコ語版がある。ほかに現地研究者の若干の加筆がなされた非公式アラビア語版、およびインド方面の記事を大幅に加えたパンジャーブ大学によるウルドゥー語版がある。 また英語版は1987年に9分冊でリプリントが出ている。それぞれについて、後述の書誌も参照。

## 新版
1950年前後には、旧版の刊行開始から約40年が過ぎ研究の深化も著しいものであった。さらに、第二次世界大戦後に中東世界は一変し、独立国家群の出現や中東戦争、石油の重要性の激増によって、近現代史を中心にさらなる情報の充実した参考図書が求められるようになった。そこで旧版をベースとして補足・訂正、さらに項目を追加して新版の編纂が始まった。
新版は旧版同様ブリル学術出版より英仏語（ドイツ語版は省かれた）で各巻分冊形式で発行されているが、第1巻第1分冊が刊行されたのが1954年である。その後1960年までに第1巻分がすべて刊行された。地図、図版を含み、旧版にもまして文献表の完備が目指されている。ほかに地理、文学、科学、美術の分野、および地域的に中東以外の項目を大幅に増補している(三浦 1998, p. 26)。また概念的な大項目などでは、各地域各時代ごとに章を設けて、専門家が執筆しており非常に詳細である。全体の量も膨大であり、本巻および補遺をあわせて全12巻、総計約20,000ページ、見出し語14,000語前後に及ぶ。その知識の海の圧倒的量により、ほとんど絶対的な評価を確立しているのである。刊行には約半世紀を要し、最終12巻の補遺が発刊されたのが2004年のことである。膨大さゆえに見出し語だけでは十分な検索が期待できないため、ほかに語彙索引などが3冊刊行されており、2006年初頭現在、付録などのさらなる刊行が予定されている。また2002年にCD-ROM版が頒布、2003年以降、オンライン版が運用されている。
『イスラーム百科事典』新版はしかしながら、必ず参照されるという立場にあるために完璧さが期待され、かえって瑕疵として指摘される点も少なくない。
その中でも最大のものは旧版のアラブ・スンナ派中心的な編集方針と、オリエンタリズム的偏りを引きずっているというものである。比較すれば旧版よりは大幅に改善しているとはいえ、アラブの文化・地理・政治などそれぞれが非常に詳細であり、場合によっては煩雑といえるほど詳細に記述される一方、イランやテュルク/トルコについては前イスラーム期の記述は著しく少なく、イスラーム化以降についても叙述はアラブに比して非常に少ない。イスラームについてもシーア派の諸分派などについてはスンナ派ほど充実しているとはいえず、またキリスト教徒やユダヤ教徒への目配りも中東中心部以外についてはかなり欠落している。
さらに中東以外のインド、東南アジア方面は壊滅的で、シリアの地方都市ヒムスについて地図付き6ページが割かれるのに対し、現在のトルコの首都アンカラが3ページ、21世紀初頭現在、世界最大のムスリム人口を持つインドネシアの首都ジャカルタに至っては半ページの記述で人口統計は1940年のものである(Daniel 1998, p. 434)。これは編集に考証学的な好古趣味があるためではないかという批判を招いており(Hodgson 1974, p. 40)、近現代よりも前近代を重視するために発生する偏りであるといえよう。おそらくは新版も旧版のヨーロッパ的東洋学を受け継ぎヨーロッパ人が中心となって編纂したものであり、近現代についての社会科学を中心としたアメリカでの研究を限定的にしか受け入れることができなかったことが影響しているともいえる。
アラブ中心的なあり方は見出し語の立て方に如実である。ヨーロッパ語による事典ではあるが、ほとんどの項目がアラビア語で立てられる。たとえば「百科事典」は Encyclopaedia あるいは Encyclopédie ではなく、アラビア語の転写 Mawsūʿa で立てられる。同様のものに衣類Libāsなどがある。人名などについても近現代にいたるまで、ほとんどがアラビア語で立てられトルコ語読みやペルシア語読みで立てられることは例外的である。ラテン文字転写も独特でジーム (ج: j) はdj、カーフ (ق: q) はḳで引かなければならない。以上のような点で、アラビア語をそれなりに解さなければ見出し語にたどり着くことは困難であり、専門の研究者であってもとまどうことが少なくない。このような傾向が、旧版トルコ語版での膨大なトルコ関連記事の挿入、あるいは新版のイランでの翻訳作業から生まれることになるイラン百科事典などを生み出す直接の契機となっている。
編集方針に関しては非常に放任的で全体のスタイルに統一性が見られない。たとえばある王朝の項目では、君主別に見出しを立てるものもあれば、政治や文化などそれぞれで項目を立てて時系列的には前後するものなどさまざまである。またその膨大な量ゆえに見出し語の項目には記述されていないのに、関係項目で重要な記載があるなどの混乱も見られる。これはスタイルに関する問題以前に編集の問題であり、項目の重要性とその分量に統一的な基準が設定されていないことによる。これに先述のような考証学的好古趣味が混乱を助長しているとも言える。
このような種々の問題点を含みつつも、図書館にまず完備されるべき浩瀚な参考図書との位置づけは全く揺らぐものではなく、専門研究者に多大な恩恵をもたらしている。

## 書誌

### 旧版
- M. Th. Houtsma et al., eds.,  The Encyclopædia of Islām: A Dictionary of the Geography, Ethnography and Biography of the Muhammadan Peoples, 4 vols. and  Suppl., Leiden: Late E.J. Brill and London: Luzac, 1913-38. （英語版。各巻詳細は以下の通り）
  - Vol.Ⅰ. A-D, M. Th. Houtsma, T. W. Arnold, R. Basset eds., 1913.
  - Vol.Ⅱ. E-K, M. Th. Houtsma, A. J. Wensinck, T. W. Arnold eds., 1927.
  - Vol.Ⅲ. L-R, M. Th. Houtsma, A. J. Wensinck, E. Levi-Provençal eds., 1936.
  - Vol.Ⅳ. S-Z, M. Th. Houtsma, A. J. Wensinck, H. A. R. Gibb, eds., 1934.
  - 補遺（補遺の編者はいずれもM. Th. Houtsma, A. J. Wensinck, H. A. R. Gibb）
    - Suppl. No.Ⅰ. Ab-Djughrafiya, 1934.
    - Suppl. No.Ⅱ. Djughrafiya-Kassala, 1936.
    - Suppl. No.Ⅲ. Kassala-Musha'sha', 1937.
    - Suppl. No.Ⅳ. Musha'sha'-Taghlib, 1937.
    - Suppl. No.Ⅴ. Taghlib-Ziryab, 1938.
- M. Th. Houtsma,  R. Basset et T. W. Arnold, eds.,  Encyclopédie de l'Islam: Dictionnaire géographique, ethnographique et biographique des peuples musulmans. Publié avec le concours des principaux orientalistes, 4 vols. avec Suppl., Leyde: Brill et Paris: Picard, 1913-1938. （フランス語版）
- M. Th. Houtsma,  R. Basset und T. W. Arnold, herausgegeben von, Enzyklopädie des Islām : geographisches, ethnographisches und biographisches Wörterbuch der muhammedanischen Völker, 5 vols., Leiden: Brill und Leipzig : O. Harrassowitz, 1913-1938. （ドイツ語版）
- M. Th. Houtsma et al., eds., E.J. Brill's first encyclopaedia of Islam, 1913-1936, Leiden: E. J. Brill, 8 vols. with Supllement (vol. Ⅸ), 1987. ISBN 9004097961 （英語版のリプリント版）

### 旧版の派生版と非公式他言語版
- H. A. R. Gibb and J. H. Kramers eds. on behalf of the Royal Netherlands Academy, Shorter Encyclopäedia of Islam, Leiden: Brill, 1953. ISBN 9004006818 （ISBNは1995年E. J. Brill版の第4刷。こちらもアラビア語やウルドゥー語などへの翻訳があるが省略）
- M. Th. Houtsma et al. eds., İslâm ansiklopedisi : İslâm âlemi coğrafya, etnografya ve biyografya lûgati, 13 in 15 vols., İstanbul: Maarif Matbaası, 1940-1988. （トルコ語版）
- يصدرها باللغة العربية احمد الشنتناوي ، ابراهيم زكي خرشيد ، عبد الحمید يونس، دائرة المعارف الاسلامية : اصدر بالالمانية والانكليزية والفرنسية واعتمد في الترجمة العربية على الاصلين الانكليزي والفرنسي، الطبعة ٢، القاهرة: دار الشعب، -۱۹٦۹  （アラビア語訳の第2版。書誌はごく一般的なカイロ版。ベイルート版もある[注釈 7]。初版は1933年頃で出版年未詳。1969年からの第2版がもっぱら参照されるが途中で止まっており未完[注釈 8]。）
- محمود ‌الحسن عارف، مختصر اردو دائرۀ معارف اسلامیه، لاهور:دانشگاه پنجاب، ۲۵ ج.ها،۱۹۵۹-۱۹۹۳（ウルドゥー語版。1959年から1993年。完成）

### 新版
- H. A. R. Gibb et al. eds, Encyclopædia of Islām, new ed., 12 vols. with Indexs and etc., Leiden: E. J. Brill, 1960 - 2009.（英語版。各巻細目は以下の通り。それぞれ分冊で発行されているが、出版年は巻としての出版年を示す）
  - Vol. Ⅰ, A-B, H.A.R. Gibb, J.H. Kramers, E. Lévi-Provençal, J. Schacht (pp. 1-320);  B. Lewis, Ch. Pellat, J. Schacht (pp. 321-1359) eds., 1960. ISBN 9004081143
  - Vol. Ⅱ, C-G, B. Lewis, Ch. Pellat, J. Schacht eds., 1965. ISBN 9004070265
  - Vol. Ⅲ, H-Iram, B. Lewis, V.L. Ménage, Ch. Pellat, J. Schacht eds., 1979. ISBN 9004081186
  - Vol. Ⅳ, Iran-Kha, E. van Donzel, B. Lewis, Ch. Pellat (pp. 1-256); C.E. Bosworth, E. van Donzel, B. Lewis, Ch. Pellat (pp. 257-768) eds., 1978. ISBN 9004057455
  - Vol. Ⅴ, Khe-Mahi, C.E. Bosworth, E. van Donzel, B. Lewis, Ch. Pellat eds., 1986. ISBN 9004078193
  - Vol. Ⅵ, Mahk-Mid, C.E. Bosworth, E. van Donzel, Ch. Pellat eds., 1991. ISBN 9004081127
  - Vol. Ⅶ, Mif-Naz, C.E. Bosworth, E. van Donzel, W.P. Heinrichs, Ch. Pellat eds., 1993. ISBN 9004094199
  - Vol. Ⅷ, Ned-Sam, C.E. Bosworth, E. van Donzel, W.P. Heinrichs, G. Lecomte eds., 1995. ISBN 9004098348
  - Vol. Ⅸ, San-Sze, C.E. Bosworth, E. van Donzel, W.P. Heinrichs, G. Lecomte eds., 1997. ISBN 9004104224
  - Vol. Ⅹ, T-U, P.J. Bearman, Th. Bianquis, C.E. Bosworth, E. van Donzel, W.P. Heinrichs eds., 2000. ISBN 9004112111
  - Vol. Ⅺ, V-Z, P.J. Bearman, Th. Bianquis, C.E. Bosworth, E. van Donzel, W.P. Heinrichs eds., 2002. ISBN 9004127569
  - Vol. Ⅻ, Supplement, P.J. Bearman, Th. Bianquis, C.E. Bosworth, E. van Donzel, W.P. Heinrichs eds., 2004. ISBN 9004139745
  - Index of Subject, P.J. Bearman., 2005. ISBN 9789004143616
  - Glossary and Index of Terms, P.J. Bearman., 2006. ISBN 9789004156104
  - Index Volume, Peri Bearman, Thierry Bianquis, C. Edmund Bosworth, E.J. van Donzel, Wolfhart Heinrichs eds., 2008. ISBN 9789004144484
  - Index of Proper Names, E.J. Donzel, Ronald Kon eds., 2009. ISBN 9789004178977
  - An Historical Atlas of Islam, Hugh Kennedy eds., 2002. ISBN 9789004122352　※ William C. Brice編集による1981年度版を改訂。

### 派生版
新版出版後新版の記述をとりいれ残りを旧版でカバーしている類のもの
- احسان یارشاتر. دانشنامه ایران و اسلام. تهران: بنگاه ترجمه و نشر کتاب. ۲۵۳۴（イランで独自に翻訳・増補を企画したペルシア語版。イスラーム革命で頓挫するが、イラン百科事典の原型となる。イラン皇帝暦2534年（1976年）以降の刊行で1978年まで）
- E. van Donzel, Islamic desk reference: compiled from The Encyclopaedia of Islam, Leiden: E. J. Brill, 1994. ISBN 9004097384 （刊行時新版項目があれば新版を、なければ旧版から要約した用語集）